# امتحان المواطنة الكندية
امتحان المواطنة الكندية هو امتحان تقوم به دائرة الجنسية والهجرة الكندية والمفروض على كل طالبي الجنسية الكندية والذين عمرهم بين سن الـ18 والـ54 سنة والذين يستوفون الشروط الأساسية للحصول على الجنسية. ويتوفر الامتحان باللغتين الفرنسية والإنكليزية.

## الامتحان
مدة الامتحان 30 دقيقة ويشتمل على 20 سؤال متعدد الاختيارات. للنجاح في الامتحان، على الشخص الحصول على 15 إجابة صحيحة على الأقل.

### نوع الأسئلة
يتم اختيار 20 سؤالا من أصل 200 سؤال مستوحين من المعلومات الموجودة في «كتيب اكتشف أميركا: حقوق وواجبات المواطنية». مواضيع الأسئلة هي:
- حقوق وواجبات المواطن الكندي.
- التاريخ الكندي.
- نظام كندا السياسي.
- جغرافية كندا الطبيعية والسياسية.
- أسئلة متعلقة بمقاطعة سكن المتقدم للامتحان.

## نسبة الرسوب
نسبة رسوب المتقدمين للامتحانات القديمة، قبل عام 2010 كانت منخفضة وتصل لأربعة بالمئة فقط. لكن نسبة الرسوب في الامتحانات الجديدة التي طورت في عام 2010 ارتفعت إلى 30%. وتم تحديثه فيما بعد لتنخفض النسبة إلى 20%.

## بعد النجاح
عند حصول فرد على 15 جواب صحيح، وإذا وجد قاضي الجنسية توفر كل شروط المطلوبة لمنح الجنسية، يحضر المتقدم الناجح احتفال الجنسية حيث يحلف يمين الجنسية.

## في حالة الرسوب
في حال رسوب متقدم في الامتحان، يطلب منع أخذ الامتحان مرة ثانية. وفي حالة الرسوب مرة أخرى، يجتمع مع قاضي الجنسية ليجيب شفهيا على 20 سؤال. ثم يقّم القاضي حا آلة المتباري ويأخذ قرارا في قبول أو رفض الطلب. عام 2008، رفض طلب 20% من المتقدمين.

## اقرأ أيضًا
- كنديون
- الهجرة إلى كندا
- قانون الجنسية الكندي